# Лапинйоки
Лапинйоки, в верхнем течении — Кялькянйоки — река в России, протекает по Суоярвскому району Карелии.

## Физико-географическая характеристика
Исток — озеро Иля-Кялькянъярви восточнее озера Вегарусъярви. Протекает через озеро Ала-Кялькянъярви, принимает левый приток из озёр Марантаярви, Ковералампи, Малое Кукинлампи и Калалампи, меняет название на Лапинйоки. Принимает левый приток — Каменный, перед устьем протекает через озеро Вуонтеленъярви. Впадает в озеро Салонъярви, протокой соединённое с Суоярви. Длина реки составляет 25 км.
Перед устьем пересекает дорогу Суоярви — Вегарус — государственная граница. На самой реке населённых пунктов нет, ближайший населённый пункт — Вегарус — находится в 5 км северо-западнее устья реки.

## Бассейн
- река Лапинйоки
  - озеро Вуонтеленъярви (147)
    - озеро Ярвенпяянлампи
    - река Кялькянйоки
      - озеро Кантолампи
      - озеро Ийвалампи
      - ручей Юриноя
        - озеро Рупинионлампи

      - озеро Корилампи
        - озёра Палоламмет
          - озеро Палолампи

      - озеро Оконлампи
      - озеро Кивиярви (173)
      - озеро Кукинлампи
        - озеро Калалампи

      - озеро Палолампи
        - озеро Кавералампи
          - озеро Марантаярви

      - озеро Кялькянлампи
        - озеро Ала-Кялькянъярви (171)
          - озеро Валкеаалампи
          - озеро Иля-Кялькянъярви (173)
            - озеро Пирттилампи
            - озеро Иоутсенлампи

## Фотографии
|  |  |

## Данные водного реестра
По данным государственного водного реестра России относится к Балтийскому бассейновому округу, водохозяйственный участок реки — Шуя, речной подбассейн реки — Свирь (включая реки бассейна Онежского озера). Относится к речному бассейну реки Нева (включая бассейны рек Онежского и Ладожского озера).
Код объекта в государственном водном реестре — 01040100112102000014165.